# Robert Kiprop
Pour les articles homonymes, voir Kiprop.
Robert Kiprop Koech (né le 25 février 1997) est un athlète kényan, spécialiste des courses de fond. 

## Biographie
Il remporte la médaille d'or du 5 000 mètres lors des Jeux africains de 2019, à Rabat.